# Muricella megaspina
Muricella megaspina is een zachte koraalsoort uit de familie Acanthogorgiidae. De koraalsoort komt uit het geslacht Muricella. Muricella megaspina werd in 1901 voor het eerst wetenschappelijk beschreven door Hargitt & Rogers. 